# Boka (Akwaya)
Pour les articles homonymes, voir Boka.
Boka (ou Boaka) est une localité du Cameroun située dans le département du Manyu et la Région du Sud-Ouest, à proximité de la frontière avec le Nigeria. Elle fait partie de la commune d'Akwaya et du canton de Mbolu.

## Population
La localité comptait 59 habitants en 1953, 74 en 1967, des Boki.
Lors du recensement de 2005, on y a dénombré 307 personnes.